# Wembley 1996
| Recensione         | Giudizio   |
| ------------------ | ---------- |
| 100% Rock Magazine | [ 1 ]      |
| Blinded by Sound   | favorevole |
| MusicHeadQuarter   | [ 3 ]      |
| Get Ready to ROCK! | [ 4 ]      |
| Melodic Net        | [ 5 ]      |
| PlanetMosh         | [ 6 ]      |

Wembley 1996 è un DVD del cantautore canadese Bryan Adams, registrato il 27 luglio 1996, presso il Wembley Stadium di Londra di fronte ad oltre 70.000 persone, viene pubblicato dalla Eagle Rock Entertainment il 14 ottobre 2016.
Lo show di Wembley ha avuto luogo durante il 18 til I Die Tour a sostegno del suo album 18 til I Die; era il suo secondo concerto sold-out presso l'impianto inglese, è considerato come il suo più grande concerto di sempre in quanto fu trasmesso dal vivo per 25 paesi.
Per il lancio del DVDè stato reso disponibile il video della canzone Summer of '69 sul suo canale ufficiale Vevo.
(Bryan Adams (intervista rilasciata da Rockol.it il 7 ottobre 2016))

## Lista tracce del DVD
1. The Only Thing That Looks Good on Me Is You
2. Do to You
3. Kids Wanna Rock
4. Can't Stop This Thing We Started
5. This Time
6. 18 til I Die
7. Have You Ever Really Loved a Woman?
8. Touch the Hand
9. Cuts Like a Knife
10. It's Only Love (con Melissa Etheridge)
11. Somebody
12. (Everything I Do) I Do It for You
13. Run to You
14. There Will Never Be Another Tonight
15. Seven Nights to Rock (Moon Mullican cover)
16. (I Wanna Be) Your Underwear
17. Wild Thing (Chip Taylor) (The Wild Ones cover)
18. It Ain't a Party... If You Can't Come 'Round
19. She's Only Happy When She's Dancin
20. Summer of '69
21. All for Love
22. Let's Make a Night to Remember
23. I Fought the Law (The Crickets cover)
24. Heaven

## Bryan Adams - Wembley 1996 Live 2 CD Album
È un disco di un concerto del musicista e cantante Bryan Adams, un concerto tratto dal tour dell'album 18 til I Die.
Dopo aver pubblicato ad ottobre 2016 il DVD del concerto effettuato presso il Wembley Stadium il 27 Luglio 1996, Eagle Rock Entertainment ha pubblicato un doppio CD dell'intero spettacolo il 30 giugno 2017.

## Accoglienza
| Recensione         | Giudizio |
| ------------------ | -------- |
| Get Ready to ROCK! | [ 12 ]   |
| Planetmosh         | [ 13 ]   |

Pete Whalley di Get Ready to ROCK! ha detto :
Ant May di Planetmosh ha detto :

## Lista tracce del CD

### Disco 1
1. The Only Thing That Looks Good on Me Is You
2. Do to You
3. Kids Wanna Rock
4. Can't Stop This Thing We Started
5. This Time
6. 18 til I Die
7. Have You Ever Really Loved a Woman?
8. Touch the Hand
9. Cuts Like a Knife
10. It's Only Love (con Melissa Etheridge)
11. Somebody
12. (Everything I Do) I Do It for You

- durata 66 min :38 s

### Disco 2
1. Run to You
2. There Will Never Be Another Tonight
3. Seven Nights to Rock (Moon Mullican cover)
4. (I Wanna Be) Your Underwear
5. Wild Thing (Chip Taylor) (The Wild Ones cover)
6. It Ain't a Party... If You Can't Come Round
7. She's Only Happy When She's Dancin
8. Summer of '69
9. All for Love
10. Let's Make a Night to Remember
11. I Fought the Law (The Crickets cover)
12. Heaven

- durata 61 min :82 s

## Band di supporto
- Bryan Adams - Cantante, Chitarra ritmica e solista
- Keith Scott - Chitarra solista, Cori
- Mickey Curry - Batteria, Percussioni, Cori
- Tommy Mandel - Pianoforte, Tastiere, Cori
- Dave Taylor - Basso, Cori
- Danny Cummings - Strumenti a percussione, Cori

## Classifiche DVD
| Classifica (2016) | Posizione massima |
| ----------------- | ----------------- |
| Regno Unito       | 1                 |
| Spagna            | 3                 |
| Belgio(Fiandre)   | 5                 |
| Belgio(Vallonia)  | 5                 |
| Germania          | 7                 |
| Austria           | 9                 |
| Finlandia         | 9                 |
| Paesi Bassi       | 11                |
| Francia           | 17                |
| Australia         | 32                |